# Кумыкский язык

Доля носителей кумыкского языка в населении районов Дагестана

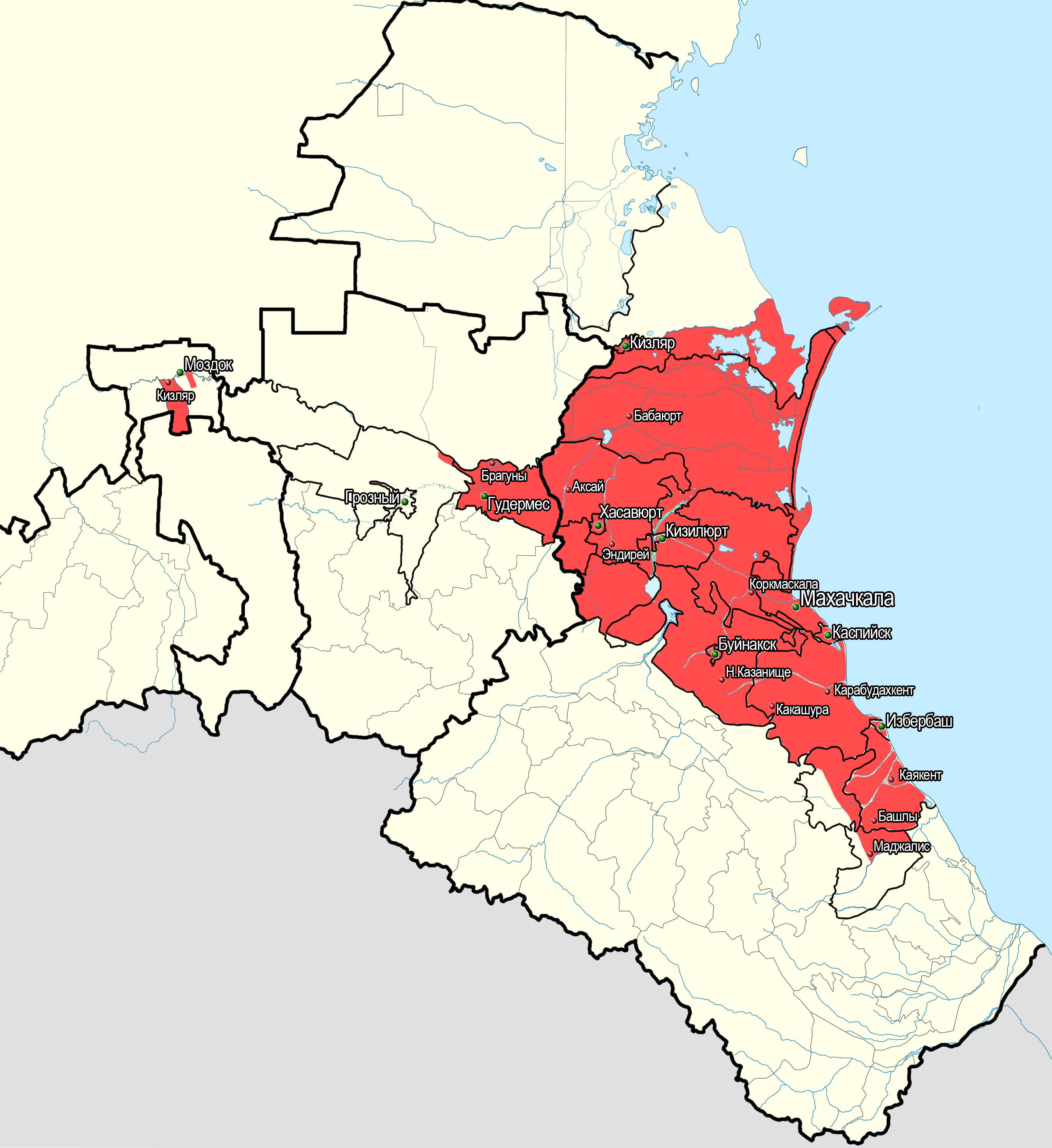
Традиционное расселение кумыков на современной карте, без учёта мелких селений и н/п

Кумы́кский язы́к (самоназвание — къумукъ тил / qumuq til / قموق تيل) — язык кумыков, распространённый в Дагестане, на северо-востоке Чечни и в Моздокском районе Северной Осетии. Относится к кумыкско-карачаево-балкарской (кавказской) подгруппе кыпчакской группы тюркских языков.
Кумыкский — один из шести «литературных языков» Дагестана, до 30-x годов XX века являвшийся лингва франка Северо-Восточного Кавказа.
По переписи 2010 года, кумыкским языком владели 426 212 человек в России, а на 2021 год — 400 746, из них в Дагестане — 349 084 человек. 

## История
Точная периодизация кумыкского языка до сих пор не установлена. Предположительно, он формировался в домонгольский период (до XIII века). В формировании кумыкского языка принимали последовательное участие диалекты булгаро-хазарского, огузского и кыпчакского типов. Как отмечал Николай Баскаков, кумыкский язык в своей основе имеет общие исторически отложившиеся булгарские, хазарские, и главным образом позднейшие узо-половецкие черты.
Учёный исследователь М. А. Агларов считал тюркский язык булгарского типа, распространённый в Царстве гуннов, пракумыкским языком из-за булгарского субстрата в кумыкском языке.
Кумыкский язык является одним из старописьменных литературных языков Дагестана. На протяжении XX века письменность кумыкского языка менялась четырежды: традиционная арабская графика видоизменялась в начале 20-х годов; в 1929 году она была заменена сначала латинским алфавитом, а затем, в 1938 году, — кириллицей. Кириллический алфавит также видоизменился на стыке 40—50-х годов.
Наиболее близки к кумыкскому языку карачаево-балкарский, крымскотатарский, крымчакский и караимский языки. Николай Баскаков включал современные караимский, карачаево-балкарский, кумыкский, крымскотатарский языки и язык мамлюкских кыпчаков в одну группу с куманским языком на основе письменного памятника «Codex Cumanicus». Александр Самойлович также сближал куманский язык с карачаево-балкарским и кумыкским.
Среди кумыков распространены также русский и турецкий языки (последний — среди потомков переселенцев XIX-го и первой половины XX-го века).

### Лингва франка
В Дагестане кумыкский язык был известен, как «кум. бусурман тил», что значит «мусульманский язык. Этот лингвноним обозначал только кумыкский язык, в отличие от языков горских народов Дагестана.
Исторический социолог Г. М. Дерлугьян относительно роли тюркских языков на Кавказе и за его пределами писал :
«... Почти тысячу лет господствовавшие среди народов степи тюркские языки — кумыкский и татарский — служили, подобно суахили в Восточной Африке или французскому среди аристократий Европы, общей lingua franca на многонациональном Северном Кавказе ...»

В 1848 году преподаватель «кавказского татарского», то есть кумыкского языка, Тимофей Никитич Макаров написал первую грамматику на русском для одного из северокавказских языков, коим стал международный в регионе кумыкский. Он писал:
Изъ племенъ, говорящихъ Татарскимъ языкомъ, мнѣ болѣе всѣхъ Понравились Кумыки, какъ по опредѣленности и точности языка, такъ и по близости къ европейской цивилизаціи, но главное, я имѣлъ въ виду то, что они живутъ На Лѣвомъ Флангѣ Кавказской Линіи, гдѣ у насъ военныя дѣйствія и гдѣ всѣ племена, кромѣ своего языка, говорятъ и по-Кумыкски.
Лингвист-тюрколог Андрей Кононов также отмечал, что кумыкский являлся древнейшим из тюркских языков Северного Кавказа и «для Северного Кавказа, равно как и азербайджанский язык для Закавказья, были своеобразными лингва франка». Дерлугьян Георгий так пишет о роли кумыкского языка:
Почти тысячу лет господствовавшие среди народов степи тюркские языки — кумыкский и татарский — служили, подобно суахили в Восточной Африке или французскому среди аристократий Европы, общей лингва франка на многонациональном Восточном Кавказе. Когда ввиду геополитических перемен Великая степь Евразии перестала быть пограничьем, на смену тюркским наречиям в качестве языка межнационального общения пришёл русский.
Вембери в XIX веке описывал роль кумыкского следующими словами:
Что касается культурных отношений кумыков, как мы по ходу заметили, то многие кавказские народы находятся под их влиянием и присвоили себе кумыкский язык и религиозным делам обучались у кумыков. Кумыкский язык понимают и частично также говорят кабардинские жители гор: Балкара, Безенги, Чегема, Хулама и Урусбия. Также часть чеченцев и лезгин понимает этот язык, и если сегодня русские удивляются, что этот турецкий диалект ещё не потерял своего значения, то сами русские являются здесь новичками, в то время как кумыки, принявшие ислам, уже в раннем средневековье среди языческих жителей играли роль культуртрегеров, мусульманских миссионеров.
Кумыкский язык являлся очень распространённым и официальным языком Северо-восточного Кавказа в отношениях с русской администрацией. В Дагестане в отношении к исключительно кумыкскому также употребляется лингвоним «мусульманский язык» (бусурман тил).
Ещё в конце XIX в. кумыкский играл роль средства межнационального общения и в регионах, где почти не осталось кумыкское населения, к примеру, в ингушско-осетинском пограничье .
В советское время роль кумыкского была закреплена 29 июня 1923, когда он был объявлен государственным в ДАССР, в связи с тем, что «большая часть населения коренного Дагестана говорит и понимает тюркско-кумыкский язык… опыт, проделанный по преподаванию тюркского языка в школах Нагорного Дагестана, дал блестящие результаты… было отмечено…, что „тюркско-кумыкский“ язык является единственным языком общения граждан коренного Дагестана».

#### Горская эмиграция
В 1935 г. Комитетом независимого Кавказа (состоявшим, в основном, из деятелей Горской республики), по результатам работы языковой комиссии и съезда в Варшавском Восточном институте, кумыкский язык был выбран «общим межплеменным языком для всех северокавказских племён». На рассмотрение были представлены следующие языки: кумыкский, абхазский, адыгейский, аварский, чеченский, осетинский.

#### Сталинское время
24 января 1938 г. Президиум Верховного Совета СССР составил список официальных языков, на которые должны были переводиться все постановления и законы, принятые Верховным Советом СССР. Помимо языков союзных республик, для включения в этот перечень были выбраны и три другие языка: башкирский, татарский и кумыкский.

### В русской и европейской литературе
Кумыкский язык изучали такие русские классики, бывавшие на Кавказе, как Л. Н. Толстой, М. Ю. Лермонтов, а также польский граф Ян Потоцкий. Кумыкский язык оставил свой след и в контексте русской классической литературы мировой значимости: образцы кумыкского языка встречаются в таких произведениях Толстого, как «Набег», «Казаки», «Хаджи-Мурат», у Бестужев-Марлинского — «Мулла-нур» и «Аммалат-бек», у Лермонтова — «Герой Нашего Времени».

## Диалектологическая классификация
Среди диалектов кумыкского языка выделяются кайтагский, терский (моздокский и брагунский), буйнакский и хасавюртовский, причём два последних легли в основу литературного кумыкского языка, буйнакский иногда делится на собственно буйнакский и подгорный.
Наиболее отличается от других кайтагский диалект. Некоторые диалекты проявляют следы долгого взаимодействия с кавказскими языками: в частности, это выражается в появлении «кавказских» смычно-гортанных согласных. Современный литературный кумыкский язык сформировался на основе хасавюртовского и буйнакского диалектов. Основоположником кумыкской диалектологии как науки является крупный советский учёный-тюрколог Н. К. Дмитриев. Значительный вклад в развитие кумыкской диалектологии внесли И. А. Керимов, Н. X. Ольмесов и др. исследователи.

## Письменность
До 1928 года кумыки пользовались арабским письмом. С 1928 по 1938 годы использовался алфавит на латинской основе, а с 1938 г. используется кириллица.
Современный кумыкский алфавит:
| А Аь  | а аь      | П п   | пе             |
| Б б   | бе        | Р р   | эр             |
| В в   | ве        | С с   | эс             |
| Г г   | ге        | Т т   | те             |
| Гъ гъ | гъа       | У у   | у              |
| Гь гь | гье       | Уь уь | уь             |
| Д д   | де        | Ф ф   | эф             |
| Е е   | e         | Х х   | ха             |
| Ё ё   | ё         | Ц ц   | це             |
| Ж ж   | же        | Ч ч   | че             |
| З з   | зе        | Ш ш   | ша             |
| И и   | и         | Щ щ   | ща             |
| Й й   | къысгъа и | Ъ ъ   | къатты белги   |
| К к   | ке        | Ы ы   | ы              |
| Къ къ | къа       | Ь ь   | йымышакъ белги |
| Л л   | эл        | Э э   | э              |
| М м   | эм        | Ю ю   | ю              |
| Н н   | эн        | Я я   | я              |
| Нг нг | энг       |       |                |
| О о   | o         |       |                |
| Оь оь | оь        |       |                |

## Лингвистическая характеристика

### Фонологические сведения
В кумыкском языке насчитывается 8 гласных: а, е, ы, и, о, оь, у, уь, есть противопоставление по трём признакам (ряд, подъём, лабилизация). В некоторых словах (в основном, заимствованных) встречается гласный аь.
|                | Передний ряд | Передний ряд | Задний ряд | Задний ряд |
| -------------- | ------------ | ------------ | ---------- | ---------- |
| Верхний подъём | i ⟨и⟩        | y ⟨уь⟩       | ɯ ⟨ы⟩      | u ⟨у⟩      |
| Средний подъём | e ⟨e⟩        | ø ⟨оь⟩       | o ⟨o⟩      | o ⟨o⟩      |
| Нижний подъём  | æ ⟨ә⟩        | æ ⟨ә⟩        | a ⟨a⟩      | a ⟨a⟩      |

|                     |             | Губные | Зубные | Палатальные | Заднеязычные | Увулярные | Глоттальные |
| ------------------- | ----------- | ------ | ------ | ----------- | ------------ | --------- | ----------- |
| Носовые             | Носовые     | m ⟨м⟩  | n ⟨н⟩  |             | ŋ ⟨нг⟩       | (ɴ) ⟨нг⟩  |             |
| Взрывные/ Аффрикаты | глухие      | p ⟨п⟩  | t ⟨т⟩  | tʃ ⟨ч⟩      | k ⟨к⟩        | q ⟨къ⟩    |             |
| Взрывные/ Аффрикаты | звонкие     | b ⟨б⟩  | d ⟨д⟩  | dʒ ⟨дж⟩     | ɡ ⟨г⟩        | (ɢ) ⟨къ⟩  |             |
| Щелевые             | глухие      | f ⟨ф⟩  | s ⟨c⟩  | ʃ ⟨ш⟩       |              | χ ⟨x⟩     | h ⟨гь⟩      |
| Щелевые             | звонкие     | β ⟨в⟩  | z ⟨з⟩  | ʒ ⟨ж⟩       |              | ʁ ⟨гъ⟩    |             |
| Плавные             | дрожащие    |        | r ⟨p⟩  |             |              |           |             |
| Плавные             | боковые     |        | l ⟨л⟩  |             |              |           |             |
| Полугласные         | Полугласные |        |        | j ⟨й⟩       |              |           |             |

#### Слог
Преобладающим типом слога является CVC, есть также слоги типов V, VC, CV, VCC, CVCC.

### Морфология

#### Морфологический тип языка
В начале слова или морфемы недопустимо стечение согласных. Структурные типы морфем, в основном, совпадают со структурными типами слогов (за исключением типа CVCC, встречающегося лишь в корневых морфемах).

#### Состав и характер морфологических категорий
Выделяется 10 частей речи — существительное, прилагательное, числительное, местоимение, глагол, наречие, союз, частица, междометие и послелог.
Различения по грамматическому роду нет. Множественное число образуется с помощью суффикса -лар (-лер).
Падежная система насчитывает 6 падежей.

#### Основные способы словообразования
Основной способ словообразования — аффиксальный; представлено также словосложение.

## Печать и периодика

### Примеры книг на аджаме (арабской графикой)
- 1848, «Татарская грамматика кавказского наречия, Макаров», Тифлис, Типография Кавказского Наместничества.
- 1883, «Ногайские и Кумыкские тексты», Мухаммад-Эфенди Османов, СпБ.
- 1903, «История пророков, Пособие для чтения Корана, География», Симферополь, Абусупьян Акаев.
- 1910-20е «История Дагестана. О событиях, происходивших после революции», М.-К. Дибиров.

### Журналы и газеты
- С 20 августа 1917 года и по сей день издаётся журнал «Танг Чулпан»[35].
- В апреле 1917 был выпущен первый номер газеты «Мусават». Газета под именем «Ёлдаш» сегодня является основным печатным и онлайн изданием на кумыкском[36].